# 住谷一彦
住谷 一彦（すみや かずひこ、1925年〈大正14年〉1月1日 - 2022年〈令和4年〉8月15日）は、日本の経済社会学者、立教大学名誉教授。

## 人物
経済学者・住谷悦治の子として京都市に生まれる。弟は住谷磬。松山中学校、旧制松山高等学校を経て、1949年東京大学文学部心理学科卒業。名古屋大学法経学部助手、東京都立大学 (1949-2011)人文学部助手、1957年立教大学経済学部講師。助教授を経て、1965年立教大学教授。この間、1958－1960年ウィーン大学民族研究所に留学し、アレクサンダー・スラヴィク教授の指導を受ける。
1969年「共同体の史的構造論」で早稲田大学文学博士。1969－1970年ケルン大学客員教授、1976年ウィーン大学客員教授、1990年立教大学を定年退任、名誉教授、帝京大学教授、東京国際大学教授を務めた。
父以来の河上肇研究に、マックス・ヴェーバーを大塚久雄に学び、三木清など思想史、経済社会学、民族学など幅広く研究をおこなった。

## 著書
- 共同体の史的構造論 比較経済社会学的試論 有斐閣 1963
- リストとヴェーバー ドイツ資本主義分析の思想体系研究 未来社 1969・
- マックス・ヴェーバー 現代への思想的視座 日本放送出版協会 1970 (NHKブックス)
- 思想史としての現代 「脱出」と「捕囚」の歴史意識 筑摩書房 1974
- 河上肇の思想 特殊・日本『近代』市民社会思想形成史の研究 未来社 1976
- 日本の意識 思想における人間の研究 岩波書店 1982.8 のち同時代ライブラリー
- 歴史民族学ノート 未来社 1983.1
- 近代経済人の歴史性と現代性 日本基督教団出版局 1984.8
- 学問の扉を叩く 一戦後学徒の「学問と人生」 新地書房 1991.4
- 河上肇研究 未来社 1992.8
- 日本を顧みて 私の同時代史 未來社 2004.7

## 共編著
- マックス・ヴェーバーの思想像 安藤英治、内田芳明共編 新泉社 1969
- 共同体の比較史的研究 川島武宜共編 アジア経済研究所 1973
- 経済思想の事典 伊東光晴共編 有斐閣選書 1975
- 近代日本思想大系 27 三木清編 筑摩書房 1975
- 南西諸島の神観念 ヨーゼフ・クライナー共著 未来社 1977.12
- 求道の人・河上肇 新評論 1980.10
- 家と家父長制 永原慶二,鎌田浩共編 早稲田大学出版部 1992 (シリーズ比較家族)
- 住谷天来と住谷悦治  非戦論と平和論 共著 みやま文庫 1997.6
- 歴史学派の世界 八木紀一郎共編 日本経済評論社 1998.1
- 歴史への視線 大塚史学とその時代 和田強共編 日本経済評論社 1998.10

## 翻訳
- ヒッグス『重農学派』  （未来社、1957）
- ユルゲン・コッカ 小林純共訳『マックス・ヴェーバー 西ドイツの研究動向』  未来社 1979.9 (マックス・ヴェーバー研究双書 1) のち「ヴェーバー論争」と改題
- ヴォルフガング・シュルフター 樋口辰雄共訳『価値自由と責任倫理 マックス・ヴェーバーにおける学問と政治』 　未来社 1984.7 (マックス・ヴェーバー研究双書)
- A.スラヴィク クライナー・ヨーゼフ共訳 『日本文化の古層』 （未来社、1984.9）
- F.H.テンブルック 山田正範共訳『マックス・ヴェーバー方法論の生成』  未来社 1985.3 (マックス・ヴェーバー研究双書)
- E.トーピッチュ『科学的思考と神話的思考 社会哲学　下』　 未来社 1985.5 (フィロソフィア双書)
- デーヴィド・ビーサム  小林純共訳『マックス・ヴェーバーと近代政治理論』 未来社 1988.11 (マックス・ヴェーバー研究双書)
- F.H.テンブルック 小林純,山田正範共訳『マックス・ヴェーバーの業績』  未来社 1997.5 (マックス・ヴェーバー研究双書)

## 記念論集
- 近代世界の変容 ヴェーバー・ドイツ・日本 住谷一彦先生記念論集1 田中豊治他編 リブロポート 1991
- 民族学コラージュ 共同体論その他 住谷一彦先生記念論集2 綾部恒雄,青柳まちこ編 リブロポート 1992.10